# Piazza Vecchia (Lubiana)
La piazza Vecchia  (in sloveno Stari trg) è una piazza Lubiana, la capitale della Slovenia. 

## Storia
Nel medioevo  piazza Vecchia, assieme a piazza Nuova e piazza Civica, era uno dei tre nuclei urbani che componevano Lubiana. In passato dalla piazza iniziavano dei sentieri verso la collina del castello per prendere dell'acqua. Gli edifici nei pressi nella piazza avevano dei portici per recuperare facilmente l'acqua piovana. 
È la piazza più antica di Lubiana segue piazza del Municipio ed è ricca di palazzi in stile barocco. In origine comprendeva anche l'area di piazza Levstik e della chiesa di San Giacomo.
Nel XVIII secolo gran parte della piazza fu occupata dalla costruzione di un collegio dei gesuiti e successivamente dalla chiesa di San Giacomo. A seguito di un incendio al collegio venne costruita al suo posto piazza Levstik.

## Descrizione
La piazza ha una forma allungata, tanto da apparire quasi come una strada e si unisce a piazza Gornji (Gornji trg). Al centro vi è la fontana di Ercole.